# Samsung Galaxy M11
Samsung Galaxy М11 (SM-M115F) — мобільний телефон із серії Samsung Galaxy М від компанії Samsung Electronics.
Світовий анонс телефону відбувся 30 березня 2020 року, продажі стартували 4 травня 2020 року.

## Зовнішній вигляд
В магазинах України Galaxy М11 представлений в трьох кольорових варіантах — чорному, синьому та фіолетовому.
Корпус телефону Samsung Galaxy М11 виконаний з повністю пластиковий корпус з глянцевою задньою поверхнею. Екран покритий захисним склом.
81,6 % передньої частини смартфону займає екран телефону.

## Апаратне забезпечення
Процесор смартфону Samsung Galaxy М11 Qualcomm Snapdragon 450 з вісьмома ядрами Cortex-A53 (1.8 ГГц.) Графічне ядро  — Adreno 506.
IPS дисплей смартфону з діагоналлю 6,4" (1560 x 720) має співвідношення сторін 19,5:9 та щільність пікселів  — 268 ppi.
Внутрішня пам'ять апарату — 32 ГБ, оперативна пам'ять  становить 3 ГБ. Можливе розширення пам'ять завдяки microSD картці (до 512 ГБ).
Акумулятор незнімний Li-Pol 5000 мА·г з можливістю швидкісного заряджання пристроєм на 15 Вт.
Основна камера має три модулі — 13 МП (f/1.8) ширококутна з автофокусом, 5 МП (f/2.2) ультраширококутна, 2 МП (f/2.4) датчик глибини.
Основна камера має LED спалах та записує відео в форматі FullHD з частотою зміни кадрів 30 к/с зі стереозвуком.
Фронтальна камера 8 МП (f/2.0) ширококутна без автофокусу, є можливість розмиття заднього фону та накладення фільтрів.

## Програмне забезпечення
Операційна система телефону — Android 10 з фірмовою оболонкою One UI 2.0.
Смартфон має роз'єм USB Type-C 2.0.
Підтримує стандарти зв'язку: 2G GSM, 3G WCDMA, 4G LTE.
Датчики: акселерометр, датчик освітлення, датчик наближення, сканер відбитку пальця, розблокування за обличчям.

## Комплектація
Гарантія, інструкція, зарядний пристрій, ключ для виймання картки, смартфон.
Станом на лютий 2021 року ціна в магазинах України стартує з 3949 грн.